# Mount Przywitowski
Mount Przywitowski ist ein 2770 m hoher Berg im westantarktischen Marie-Byrd-Land. Im Königin-Maud-Gebirge ragt er 4 km westlich des McNally Peak an der Südostflanke des Holdsworth-Gletschers auf. 
Der United States Geological Survey kartierte ihn anhand eigener Vermessungen und Luftaufnahmen der United States Navy aus den Jahren von 1960 bis 1964. Das Advisory Committee on Antarctic Names benannte ihn 1967 nach dem US-amerikanischen Ionosphärenphysiker Richard F. Przywitowski (* 1943), der im Rahmen des United States Antarctic Research Program als wissenschaftlicher Leiter der Amundsen-Scott-Südpolstation im antarktischen Winter 1966 tätig war.